# 王騰 (明朝)
王騰（？—？年），河南河南府洛陽縣人，民籍。明朝政治人物。

## 生平
正德二年（1507年）丁卯科舉人，正德九年（1514年）甲戌科二甲第三十二名進士。嘉靖初历任保定府、真定府知府，嘉靖三年（1524年）十二月升任山东按察司副使、整饰天津等处兵备，不久以贪赃以革职。